# Eleven (B'z)
Eleven è l'undicesimo album in studio del gruppo rock giapponese B'z, pubblicato nel 2000.

## Tracce
1. I  – 0:24
2. Seventh Heaven – 4:10
3. Shinjiru Kurai Ii Darou (信じるくらいいいだろう) – 3:39
4. Ring – 3:59
5. Ai no prisoner (愛のprisoner) – 4:09
6. Kirameku Hito (煌めく人) – 2:57
7. May – 4:19
8. Juice (PM mix) – 4:02
9. Raging River – 7:32
10. Tokyo Devil – 3:25
11. KOBUSHIWONIGIRE (コブシヲニギレ) – 4:32
12. Thinking of You – 4:30
13. Tobira (扉) – 2:51
14. Konya Tsuki no Mieru Oka ni (今夜月の見える丘 -Alternative Guitar Solo ver.) – 4:10

## Formazione
Gruppo
- Koshi Inaba
- Takahiro Matsumoto

Altri musicisti
- Masao Akashi - basso (3 6,10,11)
- Brian Tichy - batteria (2,5,8)
- Hideo Yamaki - batteria (4,9,12)
- Kaichi Kurose - batteria (3,6,10,,11,13)